# Мамонов Сергій Миколайович
Сергій Миколайович Мамонов нар. 15 червня 1971, Останіне) — український футболіст, що грав на позиції нападника. Відомий за виступами у складі сімферопольської «Таврії» у вищій українській лізі та сімферопольського «Динамо-ІгроСервіс» у другій та першій лізі.

## Кар'єра футболіста
Сергій Мамонов розпочав виступи на футбольних полях в аматорській команді «Харчовик» із Сімферополя у сезоні 1993—1994 років. У 1995 році він став гравцем аматорської команди «Портовик» з Керчі. Наступного сезону керченська команда розпочала виступи в другій українській лізі, проте в професійному футболі в цьому сезоні Мамонов зіграв лише 4 матчі чемпіонату та 1 матч у Кубку України. З початку 1997 року футболіст грав у складі аматорської команди «Авангард» з Джанкоя, у складі якого був кращим бмбардиром сезону, відзначившись 17 забитими м'ячами в 28 матчах чемпіонату Криму. Надалі протягом трьох років Сергій Мамонов грав у іншому аматорському клубі «Орбіта» з Красногвардійського. У 2001 році футболіст перейшов до сімферопольського клубу «Динамо», який в цьому сезоні стартував у другій українській лізі. Мамонов відразу став одним із кращих бомбардирів динамівців, а оскільки «Динамо» на той час було фарм-клубом вищолігової «Таврії», то він зіграв у цьому сезоні й один матч у вищій лізі проти донецького «Металурга». Надалі футболіст продовжував виступи за динамівську команду, яка в сезоні 2003—2004 років перемогла в груповому турнірі другої ліги, та отримала путівку до першої ліги, після чого виступала під назвою «Динамо-ІгроСервіс». У першій лізі за сімферопольську команду Сергій Мамонов грав до кінця 2005 року, після чого завершив виступи в професійних командах. Після цього Мамонов грав у низці аматорських команд Криму, та працював тренером у сімферопольській ДЮСШ.

## Особисте життя
У Сергія Мамонова є двоє синів, обидва які займаються футболом.